# Eternia
Eternia är en fiktiv planet där serien Masters of the Universe utspelas .

## Historia
Enligt avsnitt 36 av 1983 års tecknade TV-serie, "The Search", och 1987 års film, ligger Eternia i mitten av universum. I planetens kärna finns Star Seed, delar som finns kvar från då universum skapades. Den som besitter dem kommer erhålla styrka. Då Skeletor får reda på det försöker han ta sig dit, men stoppas av He-Man som ger dem till Zodak som bevakar dem. I ett annat avsnitt nämns att Eternia ligger där olika univera möts, och detta förklarar varför naturlagarna möjliggör både magi och vetenskap.

## Förhistoria
Eternias förhistoria kallas "Preternia." Då fanns där dinosaurieliknande monster, jättar och grottfolk. Vissa ättlingar till de dinosaurieliknande monstren finns kvar i Tar Swamp. Den äldsta levande organismen på Eternia är det medverkande trädet Skytree. Tvåa är Granamyr, härskare över drakarna Darksmoke, som alltid varit avundsjuk på trädets status.
Enligt Filmations "seriebibel", var Eternia tidigt en avancerad civilisation som utvecklades genom en lång tid av barbarism, upplysning samt teknik och vetenskap. Vissa av Eternias tidigare civilisationer hade väldigt avancerad teknologi, och efterlämnade flera ruiner och artefakter En av dem är den egyptisk-liknande Osirians, som levde i Sands of Time.
Tidigare manuskript för 1987 års film, som till stora delar utspelar sig på Jorden, visar att eternierna i denna version härstammade från jordlingar och en NASA-rymdsond och USA:s flagga hittas i Castle Grayskull, vilket visar att mänskligt liv kom till Eternia kolonisering av rymdupptäcktsresande från Jordens framtid. Denna scen syns även i serieadaptionen av filmen.

### Castle Grayskull
I 1983 års TV-serie hade den som kontrollerade Castle Grayskull makten. I 2002 års TV-serie var det där som kung Grayskulls Sword of Power förvarades tills det togs av prins Adam.
I båda serierna vaktas Castle Grayskull av Sorceress of Castle Grayskull, som också kallar sig Zoar.

## Moderna Eternia
Det ursprungliga konceptet var Eternia som en planet med barbariska civilisationer, undantaget avancerad teknologi och kraftfull magi. I 1983 års TV-serie utvecklades bakgrundshistorien, och kom att innehålla varierade livsformer från monster till intelligenta raser, icke-humanoider, och dolda civilisationer .
Platser som ofta besöks är Castle Grayskull, Evergreen Forest, Vine Jungle, Palace of Eternia och Snake Mountain. Det finns dock få "moderna" platser på Eternia, många av städerna, slotten och regionerna är mycket gamla.
I 2002 års TV-serie är planeten uppdelad i två stora regioner, mörka och ljusa hemisfären. I avsnittet Separation berättar Sorceress of Castle Grayskull för He-Man att för länge sedan försökte Hordak och hans anhängare använda Triad of Discidium för att utveckla dem mörka hemisfären. Men magin han använde kom utom hans kontroll och höll på att förstöra nästan hela Eternia. Senare har platsen använts åt Skeletor.